# Tauroligidium stygium
Tauroligidium stygium is een pissebed uit de familie Ligiidae. De wetenschappelijke naam van de soort is voor het eerst geldig gepubliceerd in 1950 door Borutzkii.